# 布达佩斯第十四区

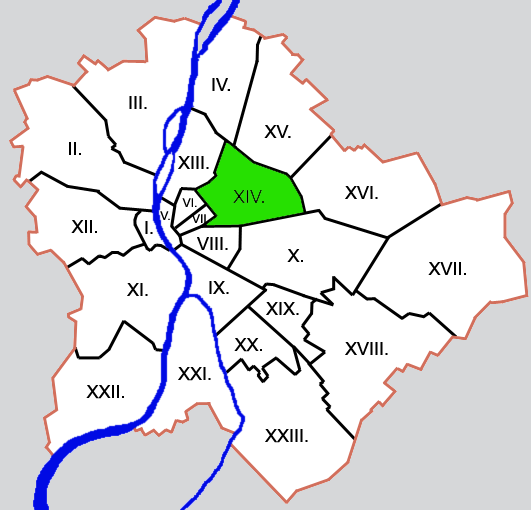
所在位置

区徽

祖格洛（匈牙利語：Zugló），即布达佩斯第十四区（匈牙利語：Budapest XIV. kerülete），是匈牙利首都布达佩斯的一个区，总面积18.13平方公里，总人口120 148，人口密度6 627人/平方公里（2009年1月1日）。